# Halsholm (vid Mossala, Houtskär)
Halsholm är en ö i Finland. Den ligger i Skärgårdshavet och i kommunen Pargas i den ekonomiska regionen  Åboland i landskapet Egentliga Finland, i den sydvästra delen av landet. Ön ligger omkring 47 kilometer väster om Åbo och omkring 190 kilometer väster om Helsingfors.
Öns area är 17,7 hektar och dess största längd är 0,7 kilometer i öst-västlig riktning. Ön höjer sig omkring 30 meter över havsytan.